# نبرد بارها
نبرد بارها (به عربی: یوم الاثقال، به انگلیسی: Battle of the Baggage) در سپتامبر / اکتبر ۷۳۷ میان نیروهای خلافت اموی و قبایل ترک تورگش درگرفت.
امویان تحت فرمانداری اسد بن عبدالله قصری، فرماندار خراسان، به شاهزاده نشین ختل در فرارود حمله کرده بودند و فرمانروای محلی ختل، تورگش را به کمک فراخواند. ارتش اموی پیش از رسیدن تورگش با شتاب عقب‌نشینی کرد و توانست به موقع از آمودریا بگذرد، در حالی که نیروهای عقب آنها همچنان درگیر تعقیب تورگش بود. تورگش از رودخانه گذشت و به تدارکات بی دفاع ارتش مسلمانان حمله کرد. ارتش اصلی اموی برای رهانیدن تدارکات که خسارات فراوانی بدان بار شده بود، براه افتاد.
شکست لشگرکشی اموی به معنای سقوط کامل چیرگی اعراب در دره آمودریا علیا بود و خراسان خود را به روی تورگش گشود.

## بن‌مایه
- همکاری‌کنندگان ویکی‌پدیا، « Battle of the Baggage»، ویکی‌پدیای انگلیسی، دانشنامهٔ آزاد (بازیابی ۲۹ فروردین ۱۴۰۰)